# یواس‌اس جار (اس‌اس-۲۰۶)
یواس‌اس جار (اس‌اس-۲۰۶) (به انگلیسی: USS Gar (SS-206)) یک زیردریایی بود که طول آن ۳۰۷ فوت ۲ اینچ (۹۳٫۶۲ متر) بود. این زیردریایی در سال ۱۹۴۰ ساخته شد.